# Wayne Rogers
Pour les articles homonymes, voir Rogers.
Wayne Rogers est un acteur américain né le 7 avril 1933 à Birmingham (Alabama) et mort le 31 décembre 2015 à Los Angeles (Californie).

## Biographie
Il est essentiellement connu dans le monde pour son rôle de détective privé Jake Axminster dans la série Los Angeles, années 30, ainsi que celui du médecin John Trapper dans M*A*S*H.

## Filmographie
- 1960 : Au nom de la loi (série télévisée) saison 2 épisode 18 (Angela) : Ash Langford
- 1972 : M*A*S*H : John Trapper
- 1976 : Los Angeles, années 30 : Jake Axminster
- 1985 : Le Retour du passé
- 1987 : L'Heure du crime (The Killing Time)
- 1994 : Arabesque, épisode "Attention danger"